# Shooting star (Alice Nineの曲)
『shooting star』（シューティング・スター）は、2013年5月にリリースされたAlice Nineの通算22枚目のシングルである。発売元はNAYUTAWAVE RECORDS。

## 解説
3カ月連続シングルリリース第3弾。プロデュースは『Daybreak』以来の平出悟が担当。
初回限定盤A・B、通常盤の3タイプでのリリース。初回限定盤Aにはタイトル曲のMVとメイキング映像、初回限定盤Bにはカップリング曲のMVとメイキング映像を収録。また両盤共に、前年12月31日に国立代々木競技場第2体育館で行われたライヴ映像も1曲収録。カップリング曲のMVが制作されるのは2009年の『華【hæ・nǝ】』のカップリング曲「SLEEPWALKER」以来である。
BARKSでのインタビューで、タイトル曲は「虹の雪」とは違うバラードにするというのが難関であったと語った。またもともとデモの段階ではJ-POP寄りであったが、プロデューサーの手によって前衛的になっていったとも語った。

## 収録曲

### CD
1. shooting star [4:39]
  - 作詞:SHOU／作曲:SAGA
2. Affection [3:44]
  - 作詞:SHOU／作曲:HIROTO
3. shooting star (Inst.) [4:40]
4. Affection (Inst.) [3:41]

### DVD
初回限定盤A
1. shooting star MUSIC VIDEO / MAKING
2. Heart of Gold (Alice Nine Live 2012 Court of “9”＃4 Grand Finale COUNTDOWN LIVE 12.31)

初回限定盤B
1. Affection MUSIC VIDEO
2. 花霞 (Alice Nine Live 2012 Court of “9”＃4 Grand Finale COUNTDOWN LIVE 12.31)

## 品番
- 初回限定盤A：UPCH-89148
- 初回限定盤B：UPCH-89149
- 通常盤：UPCH-80320